# Mykoła Zymomria
Mykoła Iwanowycz Zymomria (ukr. Микола Іванович Зимомря, ur. 30 listopada 1946 we wsi Holatyn w obwodzie zakarpackim) – prof. zw. dr hab., germanista. 

## Życiorys
Profesor Bałtyckiej Wyższej Szkoły Humanistycznej w Koszalinie, kierownik Katedry Translatoryki na Akademii Polonijnej w Częstochowie. Członek honorowy European Association for Security (Ukraina).
Członek uczestnik Międzynarodowej Konferencji Interdyscyplinarnej „Tradycja i uniwersalia”, Tatrzańskiego Seminarium Naukowego (TSN) „Edukacja jutra”, Konferencji Translatologicznej „Tabu w przekładzie” – Komisja Przekładoznawcza Międzynarodowego Komitetu Slawistów.
Prace badawcze z zakresu komunikacji społecznej w tym czynniki recepcji komunikatu w języku obcym na poziomie jego interpretacji i przekładu na język celów, konteksty funkcjonowania systemów oświaty. Tłumacz literatury ukraińskiej na język polski i niemiecki.
Jest wydawcą zbioru poezji Dmytra Pawłyczki – pisanych po ukraińsku i niemiecku – „Kijów w maju” („Kyjiw u trawni”, „Kyiw im Mai”).

## Ważniejsze publikacje
- J. Hryckowian, M. Zymomria, Do pytannia henezy dobra i zła u wychownych ocinkach Josypa Tereli, „Słowo pedagoga”, Koszalin 1995;
- Roman Drozd, Roman Skeczkowski, Mykoła Zymomria (red.), Ukraina – Polska. Kultura. Wartości. Zmagania duchowe s. 357, format A5 Wydawnictwo Akademii Rolniczej im. Augusta Cieszkowskiego w Poznaniu;
- Wołodymyr Zadorożny, Mykoła Zymomria – Ks. Augustyn Wołoszyn i jego miejsce w dziejach Zakarpacia, [w:] „Biuletyn Ukrainoznawczy”. 2000. ISSN 1427-8537.
- Mykoła Zymomria – Tożsamość i partnerstwo. Studia z dziejów partnerstwa, Koszalin 2000 (współautor)
- Dar służyty nauci – (red.) Mykoła Zymomria, Krajoznawstwo w edukacji szkolnej. Użhorod 2000, s. 474.
- Życie opiera się na przeciwieństwach. Dmytro Pawłyczko. Kwartalnik, Akcent. rozm. 4 (90) 2002.
- Mykoła Zymomria – Osobowość nauczyciela: geneza zasad kształcenia.
- Ukraina-Polska – (redakcja Piotr Wensierski, Mykoła Zymomria), Koszalin-Gdańsk-Drohobycz-Kirowohrad 2006.